# لانه‌کن برازنده
لانه‌کن برازنده (نام علمی: Trogon elegans) نام یک گونه از سرده لانه‌کن‌های اصلی است.